# Resolució 1275 del Consell de Seguretat de les Nacions Unides
La Resolució 1275 del Consell de Seguretat de les Nacions Unides fou adoptada per unanimitat el 19 de novembre de 1999.
Després de recordar les resolucions 1242 (1999) i 1266 (1999) sobre el Programa Petroli per Aliments el Consell, sota el Capítol VII de la Carta de les Nacions Unides, va ampliar les disposicions relatives a l'exportació de petroli i productes derivats de l'Iraq per a l'ajuda humanitària durant dues setmanes fins a 4 de desembre de 1999.
El Consell de Seguretat havia elevat prèviament el límit del valor del petroli que permetia a l'Iraq exportar sota el Programa, i el límit augmentat seria vàlid fins al 4 de desembre. Tot i que alguns membres del Consell van recolzar l'adopció de la Resolució 1275 per assegurar la continuació ininterrompuda del Programa, van expressar la seva preocupació perquè el Consell no pogués assolir un consens sobre com abordar la situació de l'Iraq. Els desacords entre el Consell va continuar afectant l'adopció de noves resolucions sobre el Programa Petroli per Aliments.